# Alejandro Duarte
Alejandro Cristoph Duarte Preuss  (Munich, Alemania, 5 de abril de 1994) es un futbolista germano-peruano. Juega como guardameta y su equipo actual es Sporting Cristal de la primera división de Perú.

## Trayectoria
Es hijo de Roberto Duarte y Susana Cánepa. Estudió en el Colegio Alexander von Humboldt de Surco. Comenzó a los 10 años en la Academia Frama (del exjugador Francesco Manassero) y en mayo del 2007, cuando tenía 13, se vinculó al Esther Grande, donde fue entrenado por los exfutbolistas Marco Valencia y por Julio "Lulo" Argote.
Debutó a los 19 años con Juan Aurich frente a Inti Gas, cuando el arquero titular en el club chiclayano era Erick Delgado. Fue el tercer arquero en la Copa Sudamericana 2013. En el 2014 fue subcampeón del Campeonato Descentralizado.
En el 2015 llegó a Cienciano, siendo habitual suplente del argentino Diego Morales. Ese año el club descendió de categoría por incumplimiento de pagos.
Al siguiente año firmó por Deportivo Municipal, donde fue suplente en la Copa Sudamericana 2016, perdiendo contra Atlético Nacional.
En el 2017 llegó al Universidad San Martín como segundo arquero, donde se ganó el puesto de titular. Gracias a sus destacadas actuaciones renovó con el equipo en 2018, convirtiéndose en el capitán y en uno de los referentes del grupo.
En el año 2024, fue transferido a la Liga Deportiva Alajuelense, uno de los clubes más reconocidos de Costa Rica. 

### Lobos BUAP
En el 2018 firma contrato con el Lobos BUAP por tres años. Sin embargo,  fue habitual suplente de José Rodríguez, quien contaba con total confianza de Francisco Palencia. Jugó un total de 4 partidos y jugó al lado del Maza Rodríguez, del chileno Bryan Rabello y su compatriota Beto Da Silva.
Al siguiente año va en condición de préstamo al Zacatepec de la segunda división de la liga mexicana, tuvo una excelente temporada en lo individual y colectivo, lastimosamente pierde la final de ascenso. En el 2020 se desvincula del Lobos BUAP y firma por una corta temporada con el Sportivo Luqueño.

### Sporting Cristal
En el 2021 fichó por el Sporting Cristal por dos temporadas por pedido de Roberto Mosquera quien lo tuvo en Juan Aurich y lo pidió para encarar la Copa Libertadores 2021.
Previo a su paso por el fútbol costarricense, Duarte fue parte del club Sporting Cristal en el Perú. En mayo de 2024, expresó públicamente su intención de volver al equipo rimense para el Torneo Clausura, con el objetivo de recuperar su posición como arquero titular.

### Valor de mercado
Según datos del portal especializado Transfermarkt, el valor actual en el mercado de Alejandro Duarte es de 600.000 dólares.

## Selección nacional
Fue seleccionado peruano sub-20 para el Sudamericano Argentina 2013. El 3 de febrero de 2018 fue convocado por primera vez a la selección peruana absoluta por Ricardo Gareca.

## Clubes
| Club                   | País       | Año             |
| ---------------------- | ---------- | --------------- |
| Juan Aurich            | Perú       | 2012-2014       |
| Cienciano              | Perú       | 2015            |
| Deportivo Municipal    | Perú       | 2016            |
| Universidad San Martín | Perú       | 2017-2018       |
| Lobos BUAP             | México     | 2018-2019       |
| Atlético Zacatepec     | México     | 2019-2020       |
| Fútbol Club Juárez     | México     | 2020            |
| Sportivo Luqueño       | Paraguay   | 2020            |
| Sporting Cristal       | Perú       | 2021-2023       |
| Alajuelense            | Costa Rica | 2024            |
| Sporting Cristal       | Perú       | 2024-actualidad |

## Palmarés

### Campeonatos nacionales
- Copa Bicentenario: 2021

### Distinciones individuales
- Incluido en el equipo ideal del Torneo de Verano de Perú según el portal periodístico DeChalaca.com: 2018[5]
- Preseleccionado como portero en el mejor once de la Liga 1 según la SAFAP: 2021[6]
- Nominado a arquero del año de la Liga 1: 2021[7]